# Henri Chapu

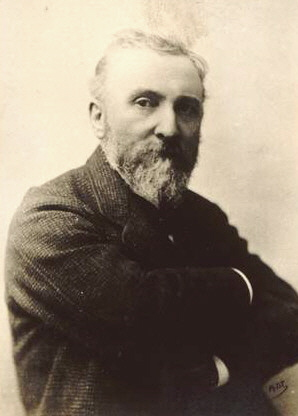
Henri Chapu.

Henri-Michel-Antoine Chapu, född 29 september 1833 i Le Mée-sur-Seine, död 21 april 1891 i Paris, var en fransk skulptör.

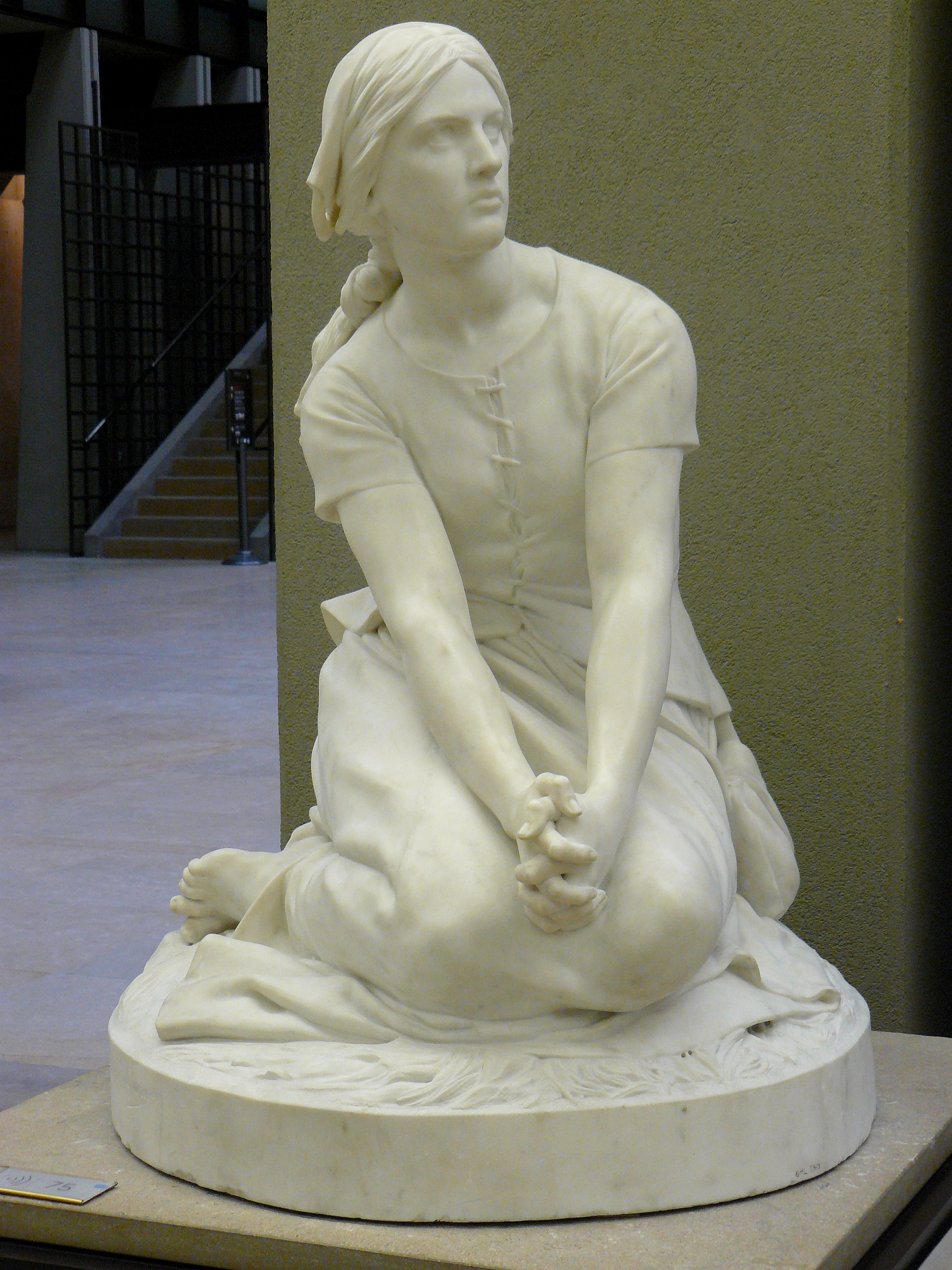
Henri Chapu – Jeanne d'Arc (1871). Musée d'Orsay, Paris.

Chapu utbildade sig dels i Paris för James Pradier och Francisque Joseph Duret, dels i Italien. Han vann sitt rykte på salongen 1863 med Merkurius, som inköptes av Luxembourgmuseet, dit även av hans senare verk förvärvats. Han blev senare professor vid École des beaux-arts och slutligen akademins direktör.
Chapu har utfört flera allegoriska och mytologiska figurer, gravmonument och medaljer. Glyptoteket i Köpenhamn har en samling av Chapus originalmodeller, bland annat ett marmorexemplar av hans mest berömda verk, den knäböjande Jeanne d'Arc (ett exemplar i brons finns uppställt i Ørstedsparken, Köpenhamn). Andra berömda verk är Ungdomen och Tanken, utförda som gravmonument.